# Xylocalyx
Xylocalyx är ett släkte av snyltrotsväxter. Xylocalyx ingår i familjen snyltrotsväxter.
Kladogram enligt Catalogue of Life:
| Xylocalyx | \| \| Xylocalyx aculeolatus \| \| \| \| \| \| Xylocalyx asper \| \| \| \| \| \| Xylocalyx carterae \| \| \| \| \| \| Xylocalyx hispidus \| \| \| \| \| \| Xylocalyx recurvus \| \| \| \| |
|           | \| \| Xylocalyx aculeolatus \| \| \| \| \| \| Xylocalyx asper \| \| \| \| \| \| Xylocalyx carterae \| \| \| \| \| \| Xylocalyx hispidus \| \| \| \| \| \| Xylocalyx recurvus \| \| \| \| |
|           | Xylocalyx aculeolatus |
|           | |
|           | Xylocalyx asper |
|           | |
|           | Xylocalyx carterae |
|           | |
|           | Xylocalyx hispidus |
|           | |
|           | Xylocalyx recurvus |
|           | |